# Улрих VI фон Мач-Кирхберг
Улрих VI фон Мач-Кирхберг (на немски: Ulrich VI von Matsch-Kirchberg; Ulrich VI von Mätsch; † между 22 януари 1443 и 10 януари 1444) е граф на Мач и Кирхберг в Баден-Вюртемберг.

## Биография
Фамилията Мач е стар благороднически род в Швейцария и Австрия. Те са фогти на Мач в Граубюнден. По това време фамилията се нарича „фогт фон Мач“. Повечето от фамилията са „ландесхауптман“ на Тирол.
Той е син на Улрих IV фон Мач-Кирхберг († 1402) и съпругата му графиня Агнес фон Кирхберг († 1401/1407), наследничка на Кирхберг, дъщеря на граф Вилхелм I фон Кирхберг († 1366) и принцеса Агнес фон Тек († 1384).

## Фамилия
Улрих VI фон Мач-Кирхберг се жени сл. 1415 г. за Барбара фон Щаркенберг († 1425/1430), вдовица на рицар Улрих фон Фройндсберг († сл. 1415), дъщеря на Зигмунд фон Щаркенберг († 1397/1403) и Осана фон Емс († сл. 1407). Те имат децата:
- Улрих IX фон Мач († 1480/1481), женен пр. 1436 г. за Агнес фон Кирхберг († 1472)
- Агнес фон Мач († сл. 1464), омъжена I. за граф Хайнрих VII фон Верденберг-Зарганс-Зоненберг († сл. 1447)[3], II. пр. 25 юли 1455 г. за Улрих I фон Рехберг († 10 юли 1458)
- Утелхилд фон Мач, омъжена 1376 г. за граф Майнхард VI фон Горица († 1385).